# Тудозерка
Тудозерка — река в России, протекает по территории Андомского сельского поселения Вытегорского района Вологодской области. Длина реки — 0,6 км, площадь водосборного бассейна — 367 км².

## Физико-географическая характеристика
Река берёт начало из Тудозера на высоте 33,2 м над уровнем моря и далее течёт преимущественно в юго-восточном направлении по частично заболоченной местности.
Впадает на высоте 33,0 м над уровнем моря в Онежское озеро.
Населённые пункты на реке отсутствуют.

## Бассейн
В Тудозеро впадают три реки:
- Илекса (притоком — рекой Нюдалой)
- Палая
- Поврека

Код объекта в государственном водном реестре — 01040100612002000017492.